# 新星合唱団
新星合唱団（しんせいがっしょうだん、Shinsei Chorus）は、日本のアマチュア合唱団である。

## 概要
1974年、新星日響合唱団の名称で新星日本交響楽団の専属合唱団として設立された。日本初のプロフェッショナル・オーケストラ専属の合唱団であった。
2001年、新星日本交響楽団が東京フィルハーモニー交響楽団と合併すると同時にオーケストラから離れ、自立した合唱団として再発足した。2002年6月に最初の自主公演（ベートーヴェンの「ミサ・ソレムニス）を果たした。以降、毎年行われる第九の演奏会をはじめ、年に1～2回の自主公演を行っている。
2005年には韓国、中国、ドイツなど、海外の演奏者を招聘してベンジャミン・ブリテンの「戦争レクイエム」を演奏している。

## 主な演奏曲
- ベートーヴェン：交響曲第9番
- モーツァルト：レクイエム、戴冠ミサ - 2007年5月に行われた公演で共に演奏され、特にレクイエムはジュスマイヤー版とモーンダー版を併用するという新たな試みを行った。
- ヴェルディ：レクイエム
- ブラームス：ドイツ・レクイエム
- ベルリオーズ：ミサ・ソレムニス
- マスカーニ：カヴァレリア・ルスティカーナ
- ブリテン：戦争レクイエム
- ウェーバー：魔弾の射手
- プーランク：スターバト・マーテル、グローリア
- J.S.バッハ：ヨハネ受難曲

## 指導者
- 郡司博
- 渡部智也

## 主要演奏会場
- 東京芸術劇場
- 新宿文化センター
- 雑司が谷地域創造館